# Morten Nørgaard (fodboldspiller)
 Der er for få eller ingen kildehenvisninger i denne artikel, hvilket er et problem. Du kan hjælpe ved at angive troværdige kilder til de påstande, som fremføres i artiklen.

 For alternative betydninger, se Morten Nørgaard. (Se også artikler, som begynder med Morten Nørgaard)
Morten Nørgaard (Født 2. november 1966) er en tidligere dansk professionel fodboldspiller. I løbet af hans karriere har han optrådt for Sunds IF, Herning Fremad, Ikast FS, KB og Aulum IF. Han har også optrådt for det danske U16 landshold.

## Fakta
- Morten er noteret for én U-landskamp. (Danmark – Grækenland U16)
- Morten blev professionel som 18 årig i Ikast FS.
- Morten er den yngste målmand nogensinde der har vundet Danmarksserien som førstemålmand.